# Montjòi de Coserans
Montjòi de Coserans (en francès Montjoie-en-Couserans) és un municipi francès, situat a la regió d'Occitània, departament de l'Arieja.